# 18. september
18. september je 261. dan leta (262. v prestopnih letih) v gregorijanskem koledarju. Ostajajo še 104 dnevi.

## Dogodki
- 1739 – podpisan Beograjski mir, ki je določil mejo med Habsburško monarhijo in Osmanskim cesarstvom na Savi in Donavi
- 1807 – papež Pij VII. z bulo Quaedam tenebrosa ukine ljubljansko metropolijo in jo podredi neposredno Svetemu sedežu
- 1810 – v Čilu se prične upor proti Špancem
- 1822 – Jean-François Champollion oznani, da je razvozlal hieroglife
- 1844 – Matevž Langus konča poslikavo kupole v ljubljanski stolnici
- 1851 – izide prva številka časnika New York Times
- 1869:
  - v trgovski register je vpisana Kranjska industrijska družba
  - v Metliki ustanovljeno prvo slovensko prostovoljno gasilsko društvo
- 1897 – na Vegovi ulici v Ljubljani zgrajena prva potresna opazovalnica v Avstro-Ogrski
- 1917 – t.i. Carzanska noč, Ljudevit Pivko kot edini častnik v avstro-ogrski vojski pri Carzanu brez boja spusti italijanske jurišne enote skozi avstro-ogrske položaje, vendar je italijaski prodor neuspešen
- 1918:
  - ustanovljena Narodna galerija
  - prične se bitka za Megido
- 1931 – začetek japonske agresije na Kitajsko
- 1934 – ZSSR izstopi iz Društva narodov
- 1944 – ameriška vojska zasede Brest
- 1948 – končano snemanje prvega slovenskega celovečernega filma Na svoji zemlji
- 1973 – ZR Nemčija in NDR sprejeti v OZN
- 2013 – slovesno odprtje Medicinske fakultete v Mariboru
- 2014 – Škoti na referendumu zavrnejo odcepitev Škotske od Združenega kraljestva

## Rojstva
- 53 – Trajan, rimski cesar († 117)
- 1344 – Marija Valoiška, francoska princesa, vojvodinja Bara († 1404)
- 1709 – Samuel Johnson, angleški leksikograf, pisatelj, pesnik in kritik († 1784)
- 1752 – Adrien-Marie Legendre, francoski matematik († 1833)
- 1765 – Gregor XVI., papež italijanskega rodu († 1846)
- 1786 – Kristijan VIII., kralj Danske in Norveške († 1848)
- 1819 – Jean Bernard Léon Foucault, francoski fizik, astronom († 1868)
- 1860 – Alberto Franchetti, italijanski skladatelj († 1942)
- 1869 – Richard Thurnwald, nemški antropolog, sociolog († 1954)
- 1895 – Ivo Tijardović, hrvaški pisatelj, skladatelj, režiser († 1976)
- 1905 – Greta Garbo, švedska filmska igralka († 1990)
- 1908 – Viktor Amazaspovič Ambarcumjan, armenski astronom, astrofizik († 1996)
- 1911 – Syd Howe, kanadski hokejist († 1976)
- 1932 – Josip Vončina, hrvaški filolog, akademik († 2010)
- 1939 – Jorge Sampaio, portugalski politik, odvetnik
- 1951 – Marc Surer, švicarski avtomobilski dirkač
- 1952 – Dee Dee Ramone, ameriški glasbenik († 2002)
- 1954 – Dennis Wayne Johnson, ameriški košarkar († 2007)
- 1954 – Steven Pinker, ameriški eksperimentalni psiholog
- 1956 – Peter Šťastný, slovaški hokejist
- 1957 – Igor Samobor, slovenski igralec
- 1961 – James Gandolfini, ameriški filmski igralec († 2013)
- 1968 – Toni Kukoč, hrvaški košarkar
- 1971 – Lance Armstrong, ameriški kolesar
- 1971 – Anna Netrebko, ruska operna pevka
- 1981 – Jennifer Tisdale, ameriška televizijska in filmska igralka

## Smrti
- 1137 – Erik II., danski kralj (* 1090)
- 1180 – Ludvik VII., francoski kralj (* 1120)
- 1261 – Konrad iz Hochstadena, kölnski nadškof (* 1205)
- 1279 – Ulrik II., grof Württemberga (* 1254)
- 1302 – Evdokija Paleologina, trapezuntska cesarica (* 1265)
- 1345 – Andrej Kalabrijski, madžarski princ, neapeljski kralj, vojvoda Kalabrije (* 1327)
- 1361 – Ludvik V., bavarski vojvoda (* 1315)
- 1630 – Melchior Klesl, avstrijski kardinal, državnik (* 1552)
- 1783 – Leonhard Euler, švicarski matematik, fizik, astronom (* 1707)
- 1860 – Joseph Locke, angleški gradbenik (* 1805)
- 1869 – Anton Janežič, slovenski urednik, pisec učbenikov (* 1828)
- 1872 – Karl XV. Švedski (* 1826)
- 1896 – Armand-Hippolyte-Louis Fizeau, francoski fizik, (* 1819)
- 1924 – Francis Herbert Bradley, britanski filozof (* 1846)
- 1925 – Josip Sernec, slovenski filozof, politik in gospodarstvenik (* 1844)
- 1961 – Dag Hammarskjöld, švedski diplomat, nobelovec 1961 (* 1905)
- 1967 – John Douglas Cockcroft, angleški fizik, nobelovec 1951 (* 1897)
- 1968 – Franchot Tone, ameriški filmski, gledališki in televizijski igralec (* 1905)
- 1969 – Rudolf Wagner-Régeny, nemški skladatelj, dirigent, pianist (* 1903)
- 1970 – Jimi Hendrix, ameriški glasbenik (* 1942)
- 1975 – Fairfield Porter, ameriški slikar (* 1907)
- 1977 – Paul Isaac Bernays, švicarski matematik, logik (* 1888)
- 1990 – Marjan Rožanc, slovenski pisatelj (* 1930)
- 1995 – Oleg Tverdohleb, ukrajinski atlet (* 1969)
- 2002 – Bob Hayes, ameriški atlet (* 1942)
- 2006 – Heinrich Trettner, nemški vojaški pilot, general (* 1907)
- 2013 – Marta Heflin, ameriška igralka (* 1945)